# Jambyl (região)
Jambyl (Жамбыл, em cazaque; Жамбылская, em russo) é uma região do Cazaquistão. Sua capital é Taraz. A população estimada da região é de 962.000 habitantes.